# دانیلا کاخیاس
دانیلا کاخیاس (اسپانیایی: Daniela Cajías‎؛ زادهٔ ۱۹۸۱) فیلم‌بردار اهل بولیوی است که از سال ۲۰۱۵ در اسپانیا زندگی می‌کند.
از فیلم‌هایی که وی در آن‌ها نقش داشته است، می‌توان به دختران اشاره نمود که بابت فیلم‌برداری آن برندهٔ جایزهٔ گویای بهترین فیلم‌برداری شد. وی نخستین زنی بود که موفق به کسب این جایزهٔ معتبر شد.